# (5561) Iguchi
(5561) Iguchi es un asteroide perteneciente al cinturón de asteroides descubierto el 17 de agosto de 1991 por Satoru Otomo desde Kiyosato, Japón.

## Designación y nombre
Designado provisionalmente como 1991 QD. Fue nombrado Iguchi en honor de Masatoshi Iguchi, presidente de la Asociación de Popularización Fotovoltaica en Japón y editor de "The Photovoltaic News".

## Características orbitales
Iguchi está situado a una distancia media del Sol de 2,185 ua, pudiendo alejarse hasta 2,523 ua y acercarse hasta 1,846 ua. Su excentricidad es 0,154 y la inclinación orbital 5,917 grados. Emplea 1179,83 días en completar una órbita alrededor del Sol.

## Características físicas
La magnitud absoluta de Iguchi es 13,3. Tiene 6,878 km de diámetro y su albedo se estima en 0,227. 